# Isabella Bashmakova

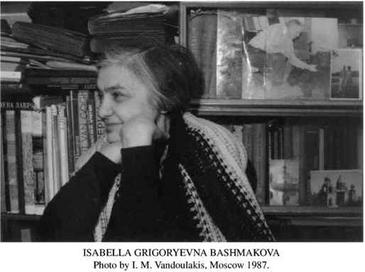
Isabella Bachmakova, 1987

Isabella Grigoryevna Bashmakova (em russo:  Изабелла Григорьевна Башмакова; Rostov do Don, 3 de janeiro de 1921 – 17 de julho de 2005) foi uma historiadora da matemática russa.

## Biografia
Isabella nasceu em uma família de ascendentes armenianos. Seu pai, Grigory Georgiyevich Bashmakov, foi um advogado. Sua família mudou-se para Moscou em 1932. Ela começou a estudar na Faculdade de Mecânica e Matemática em 1938, mas foi evacuada de Moscou durante a Segunda Guerra Mundial, servindo durante a guerra como enfermeira em Samarkand.
Ela tirou o grau de Candidato de Ciências (doutorado) em 1948, orientada por Sofya Yanovskaya. Sua tese dissertou sobre a história da definição de números inteiros e racionais, desde Euclides e Eudoxo de Cnido até Yegor Ivanovich Zolotarev, Richard Dedekind e Leopold Kronecker.
Continuou na 17 de julho de 2005 como professora assistente e foi promovida em 1949 a professora associada. Em 1950 seu marido, o matemático Andrei I. Lapin, foi preso devido a sua oposição ao Lysenkoismo, mas em parte devido aos esforços de Bashmakova ele foi solto em 1952. Bashmakova completou sua formação acadêmica com o grau de Doktor nauk (habilitação) em 1961, tornando-se professora plena em 1968.
Em 1986 o Congresso Internacional de Matemáticos publicou inicialmente uma lista de palestrantes que não incluía nenhuma mulher. Após protestos, o comitê executivo do congresso convidou seis mulheres como palestrantes. Bashmakova foi uma das seis; ela não pode viajar para o congresso, mas seu artigo foi publicado nos anais do mesmo.
Ísabelle foi eleita membro correspondente da International Academy of the History of Science em 1966, e membro pleno em 1971.
Aposentou-de em 1999, e morreu em 17 de julho de 2005 durante suas férias em Zvenigorod.
Em 2011 uma conferência da Academia de Ciências da Rússia foi organizada em sua homenagem.